# Piramidologia

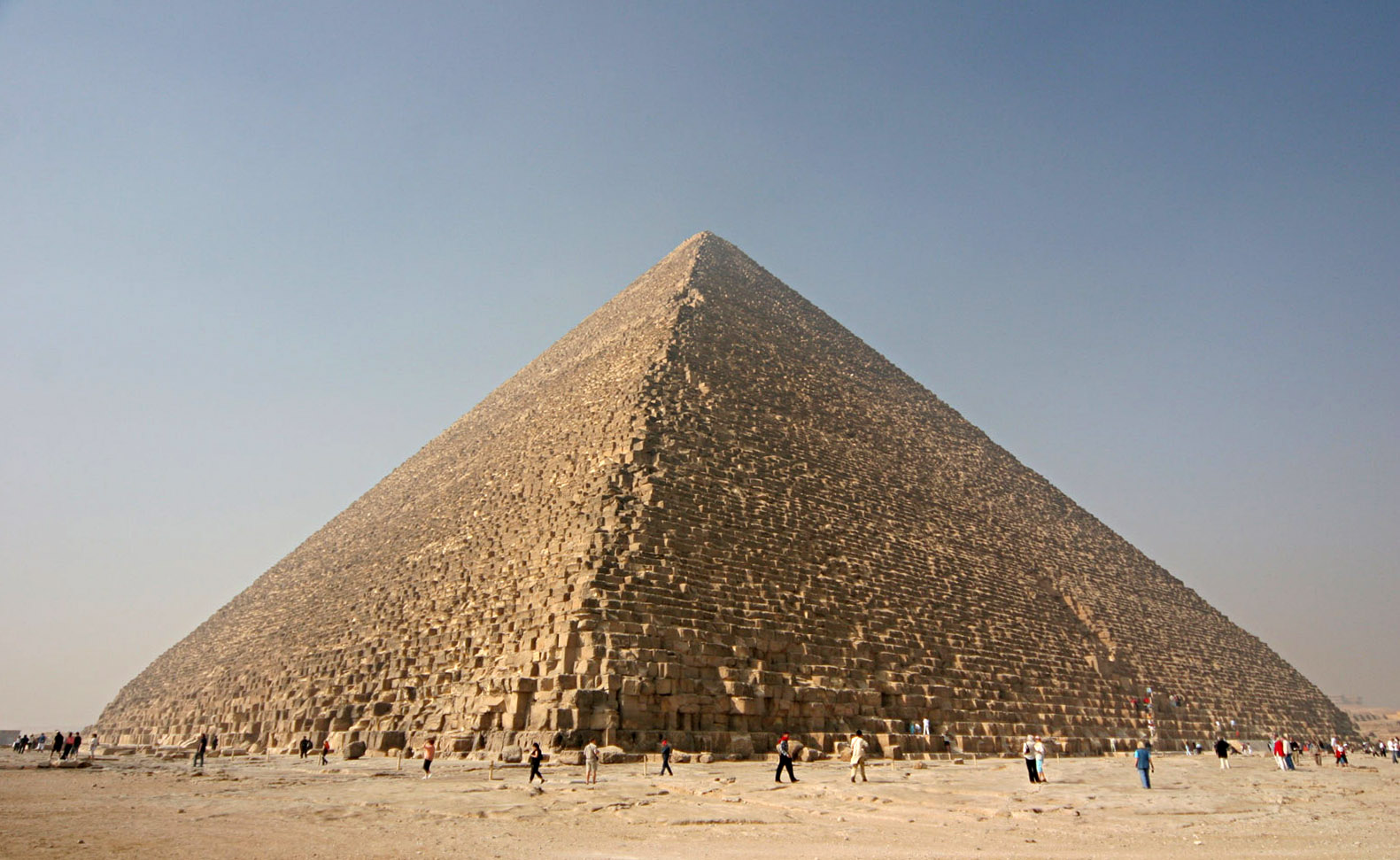
La grande piramide di Cheope

La piramidologia è un termine usato, a volte in senso spregiativo, per riferirsi a speculazioni pseudoscientifiche relative alle piramidi d'Egitto, generalmente a quelle della necropoli di Giza e in particolare alla grande piramide di Cheope. Tuttavia alcuni "piramidologi" si occupano anche delle strutture monumentali elevate dalle civiltà precolombiane nel continente americano (come quelle di Teotihuacan, della civiltà mesoamericana Maya o degli Inca sulle Ande) e dei templi del Sud-est asiatico.

## Descrizione
La piramidologia è considerata una pseudoscienza dagli studiosi moderni, che giudicano le sue ipotesi come forme di sensazionalismo, raffazzonate se non totalmente carenti dal punto di vista dell'analisi sperimentale e dell'applicazione del metodo scientifico.
Alcuni "piramidologi" sostengono ad esempio che la grande piramide di Cheope contenga nei simboli al proprio interno varie predizioni sull'esodo del popolo ebraico dall'Egitto e la crocifissione di Gesù, l'inizio della seconda guerra mondiale, la fondazione dell'odierno stato di Israele nel 1948 ed eventi futuri come l'inizio dell'Armageddon. Tali previsioni sono state elaborate usando quello che essi chiamano il Pyramid inch (il "pollice piramidale") per calcolare il passare del tempo (1 pollice, cioè 2,5426924 centimetri = 1 anno solare).
Il fenomeno della piramidologia ebbe la sua massima diffusione intorno ai primi anni ottanta. L'interesse sulle piramidi si riaccese nel decennio successivo dopo la vasta eco mediatica delle ricerche scientifiche dell'ingegnere tedesco Rudolf Gantenbrink nella Camera della regina che esplorò la piramide di Cheope con un piccolo robot cingolato chiamato "Upuaut 2". Ciò alimentò anche il proliferare di tesi pseudoscientifiche, come quelle di Robert Bauval, che pubblicò il libro Il mistero di Orione, un vero e proprio best seller che tenta di dimostrare che le tre principali piramidi erette sull'altopiano di Giza sarebbero accuratamente allineate al pari delle tre stelle che formano la cosiddetta "cintura di Orione" al centro della costellazione di Orione, ipotesi poi conosciuta con il nome di teoria della correlazione di Orione. Tale ipotesi è in realtà smentita dalle stesse ricerche del progetto Upuaut.